# نیکولا زانینی
نیکولا زانینی (انگلیسی: Nicola Zanini؛ زادهٔ ۲۶ مارس ۱۹۷۴) بازیکن فوتبال اهل ایتالیا است.
از باشگاه‌هایی که در آن بازی کرده‌است می‌توان به باشگاه فوتبال هلاس ورونا، باشگاه فوتبال آسکولی، باشگاه فوتبال یوونتوس، باشگاه فوتبال پیستویزه، باشگاه فوتبال مونتسا، باشگاه فوتبال سمپدوریا، باشگاه فوتبال تریستیانا، باشگاه فوتبال دلفینو پسکارا، باشگاه فوتبال آتالانتا، باشگاه فوتبال جنوآ، باشگاه فوتبال کومو، باشگاه فوتبال ویچنزا، و باشگاه فوتبال ناپولی اشاره کرد.